# Фінансовий контролінг
Фінансовий контролінг (англ. Finance Controlling) — це система інформаційної підтримки фінансово-економічних рішень, що передбачає використання методів і процедур з бюджетування, стратегічного планування, управлінського обліку, фінансової діагностики, інвестор-рілейшнз, управління ризиками та внутрішнього контролю та бухгалтерського обліку, які в сукупності забезпечують координацію окремих підсистем управління та зорієнтовані на оптимізацію фінансових рішень і збільшення вартості компанії. Якщо коротко то контролінг — це система інструментів, методів і технологій для підтримки оперативного і стратегічного управління організацією з метою максимізацію її прибутку.
Але дане визначення буде не зовсім точним, адже відомо, що в міжнародній практиці контролінг використовують у своїй діяльності також неприбуткові організації (благодійні організації, благодійні фонди, громадські організації) та державні установи. Тому, слово «прибуток» є не зовсім актуальним у даному випадку. Замість «прибуток» можна вжити «результати діяльності».
У США розглядають контролінг як систему управління підприємством, яка забезпечує визначення цілей та стратегії управління, стратегічне та оперативне планування, облік і контроль результатів діяльності та прийняття відповідних управлінських рішень. Автори праць з контролінгу в Україні та Росії, згідно з думкою вищевказаного автора, розглядають контролінг як інформаційну приставку у формі відділу контролінгу для збору інформації у підрозділах підприємства, її обробки та надання керівництву.